# いーあるふぁんくらぶ
いーあるふぁんくらぶは、みきとPのボカロ曲。2012年8月15日にニコニコ動画に投稿された。イラストはヨリが担当。映像編集はりゅうせー。エンジニアリングは友達募集P。

## 曲の内容
舞台は神戸市中央区元町駅前の中国語教室。この教室に通いながら中国語を学ぶ2人の少女の心情を、鏡音リンとGUMIが歌う。
なお、この中国語教室のモデルになったのは山水中国語教室である。